# Reglas de enfrentamiento
En el ámbito militar o policial, las reglas de enfrentamiento, del inglés, Rules of engagement (ROE) determina las circunstancias en las que una fuerza armada puede hacer uso de sus capacidades ante un determinado escenario. Estas normas son generales y específicas, y ha habido grandes variaciones entre las culturas a lo largo de la historia. Las reglas pueden hacerse públicas, como la ley marcial o el toque de queda, pero normalmente sólo son plenamente conocidas por las fuerzas militares a las que le son aplicables.

## Reglas de enfrentamiento en Operaciones no Bélicas
Cuando una determinada Fuerza Operativa desarrolla una Operación no bélica en un Teatro de Operaciones debe fijarse de antemano las ROE,s bajo las que actuará dicha fuerza. Habitualmente las ROE,s se elaboran durante la negociación del Acuerdo sobre el Estatuto de las Fuerzas (SOFA o Status Of Forces Agreement) con la autoridad o autoridades del Teatro de Operaciones. Dichas ROE,s son de aplicación a la totalidad de los contingentes. Adicionalmente, los diversos contingentes podrán fijar sus propias ROE,s, imponiendo restricciones adicionales al empleo de la fuerza.

## Reglas de enfrentamiento de los militares de los Estados Unidos
El Manual de 1999 del Cuerpo a Cuerpo de Infantería de Marina estadounidense (Cuerpo de Marines) (MCRP 3-02B) presentó una "Continuación de Coerción", ésta es la lista detallada:
- Nivel 1: Compatible con las normativas (Cooperativo). El sujeto responde y obedece a las órdenes verbales. Las técnicas de cuerpo a cuerpo no se aplican.

- Nivel 2: Resistente (Pasivo). El sujeto se opone a las órdenes verbales, pero obedece inmediatamente a cualquier mando de contacto. Las técnicas de cuerpo a cuerpo no se aplican.

- Nivel 3: Resistente (Activo). El sujeto al principio demuestra resistencia física. Ha de utilizarse el cumplimiento de las técnicas para controlar la situación. El Tercer nivel incorpora técnicas de combate para la fuerza física que es un tema a cumplir. Las técnicas incluyen: Suaves golpes aturdidores.

## Traducción de término "Rules of Engagement"
Es habitual en el mundo hispano la traducción del término original Rules of Engagement como Reglas de Compromiso debido a que el uso habitual en el ámbito civil de la palabra "Engagement" significa compromiso. Sin embargo, en el ámbito militar hace referencia al enfrentamiento violento entre dos fuerzas, por lo que el término popular constituye una traducción errónea. Se ha escogido para la elaboración de este artículo el término Reglas de Enfrentamiento de acuerdo a lo establecido por la doctrina de las Fuerzas Armadas españolas.
- Datos: Q1502043